# Vaccin contre le zona
Le vaccin contre le zona est un vaccin qui réduit le risque de zona et de névralgie post-zostérienne, des maladies causées par la réactivation du virus varicelle-zona, qui est également responsable de varicelle.

## Types
Il en existe deux types, Shingrix et Zostavax. Shingrix semble prévenir plus de cas de zona que Zostavax, bien que les effets secondaires soient plus fréquents et qu'il nécessite deux doses,. Shingrix est approuvé[Où ?] chez les plus de 50 ans, qu'ils aient déjà eu la varicelle, le zona ou un vaccin contre le zona[pas clair]. Pour les personnes dont le système immunitaire est affaibli, Shingrix est préférable. Les deux types de vaccin sont administrés par injection.

## Efficacité et impacts
Zostavax est offert aux plus de 70 ans au Royaume-Uni, réduisant le zona de 90 % et la névralgie post-herpétique de 98 %.
La mise en place d'une campagne de vaccination au Pays de Galles pour les personnes de moins de 80 ans au 1er septembre 2013, permet de confirmer en 2025 la protection contre la maladie, et aussi d'observer une baisse de 20 % des troubles neurocognitifs chez les personnes vaccinées. Mais le mécanisme qui conduit à cette baisse reste toutefois non déterminé. 
Il semble exister des effets bénéfiques collatéraux mais qui ne sont établis que par des études observationnelles faites dans certains pays : réduction du risque de survenue de maladies cardiovasculaires ou d'une maladie d'Alzheimer.

## Effets secondaires
Les effets secondaires des deux vaccins sont généralement légers à modérés et peuvent inclure une douleur au site d'injection, de la fatigue et des maux de tête,. Shingrix est un vaccin sous-unitaire recombinant. Zostavax est un vaccin vivant atténué qui consiste essentiellement en une dose plus importante que la normale de vaccin contre la varicelle,. Contrairement à Shingrix, Zostavax ne convient pas aux personnes immunodéprimées ou enceintes,.

## Histoire
Zostavax a été approuvé pour un usage médical aux États-Unis en 2006, et Shingrix en 2017. Aux États-Unis, Shingrix coûte 310 USD pour deux doses à partir de 2021. Au Royaume-Uni, une dose de Zostavax coûte environ 100 £ au NHS. Depuis 2020, Zostavax n'est plus disponible aux États-Unis.